# Leggende aborigene
Le leggende aborigene appartengono alla cosmogonia aborigena, paragonata a quella greca, caratterizzata da una peculiare visione del mondo che gli ha permesso di codificare e interpretare i vari fenomeni temporali e spaziali.
Gli aborigeni credono che tutti gli esseri del mondo, dagli umani ai vegetali siano stati creati da esseri soprannaturali, successivamente scomparsi, volatilizzati in cielo oppure penetrati nella terra al tempo chiamato "Tempo del Sogno", che è un'epoca primordiale e mitica dei primordi della creazione.

I miti e le leggende della Creazione fanno riferimento a questi eroi celebrati da una serie di riti riprodotti durante le cerimonie religiose o per mezzo dell'arte. Questi miti sono fonte di verità che devono essere conservate e quindi trasmesse attraverso leggende collegate, perché costituiscono il perno della vita sociale, privata e religiosa degli aborigeni.
Tra i miti più importanti abbiamo quello sulle origini della vita, secondo il quale la terra era desolata, buia. Da questo sonno uscirono gli esseri mitici che hanno impregnato i luoghi di nascita con il loro potere spirituale, aggiungendo sulla terra gli spiriti di diversi animali.
L'Uomo Medicina è un altro anello di collegamento fra il "Tempo del Sogno" ed il presente e svolge molti ruoli all'interno della tribù.
I personaggi fondamentali delle leggende aborigene sono le creature viventi al "Tempo del Sogno" e quindi canguri, koala, serpenti, insetti, uccelli antropomorfizzati. Tra i più importanti annoveriamo il Serpente Arcobaleno che controlla le forze della natura e l'eroe Baiame, un Dio del cielo.